# Marele dodecaedru trunchiat stelat
În geometrie marele dodecaedru trunchiat stelat este un poliedru stelat uniform, cu indicele U66. Are 32 de fețe (20 de triunghiuri și 12 decagrame), 90 de laturi și 60 de vârfuri. Având 32 de fețe este un icosidodecaedru neconvex. Un poliedru neconvex are fețe care se intersectează care nu reprezintă laturi sau fețe noi. Doar cele marcate cu sfere aurii sunt vârfuri, iar cele cu linii argintii sunt laturi.
Are simbolul Wythoff 2 3 | 5/3 și simbolul Schläfli t0,1{5/3,3}.

## Mărimi asociate

### Coordonate carteziene
Având în comun vârfurile cu micul icosicosidodecaedru, coordonatele carteziene ale vârfurilor unui mare dodecaedru trunchiat stelat cu lungimea laturii {\displaystyle \varphi }, centrat în origine, sunt toate permutările pare ale:
{\displaystyle \left(\,0,\,\pm \varphi ,\,\pm (2-{\frac {1}{\varphi }})\,\right)}
{\displaystyle \left(\,\pm \varphi ,\,\pm {\frac {1}{\varphi }},\,\pm {\frac {2}{\varphi }}\,\right)}
{\displaystyle \left(\,\pm {\frac {1}{\varphi ^{2}}},\,\pm {\frac {1}{\varphi }}\,\pm 2\right)}
unde {\displaystyle \varphi ={\frac {1+{\sqrt {5}}}{2}}} este secțiunea de aur.

### Raza circumscrisă
Raza circumscrisă în funcție de lungimea laturilor a este:
{\displaystyle R={\frac {1}{4}}{\sqrt {74-30{\sqrt {5}}}}\,a\approx 0,657550\,a.}

### Volum
Următoarea formulă pentru volum V, stabilită pentru lungimea laturilor tuturor poligoanelor (care sunt regulate) a este:
{\displaystyle V={\frac {5}{12}}\left(47{\sqrt {5}}-99\right)\,a^{3}\approx 2,539665~a^{3}.}

## Poliedre înrudite
Are în comun aranjamentul vârfurilor cu alte trei poliedre uniforme: micul icosicosidodecaedru, micul dodecicosidodecaedru ditrigonal și micul dodecicosaedru:

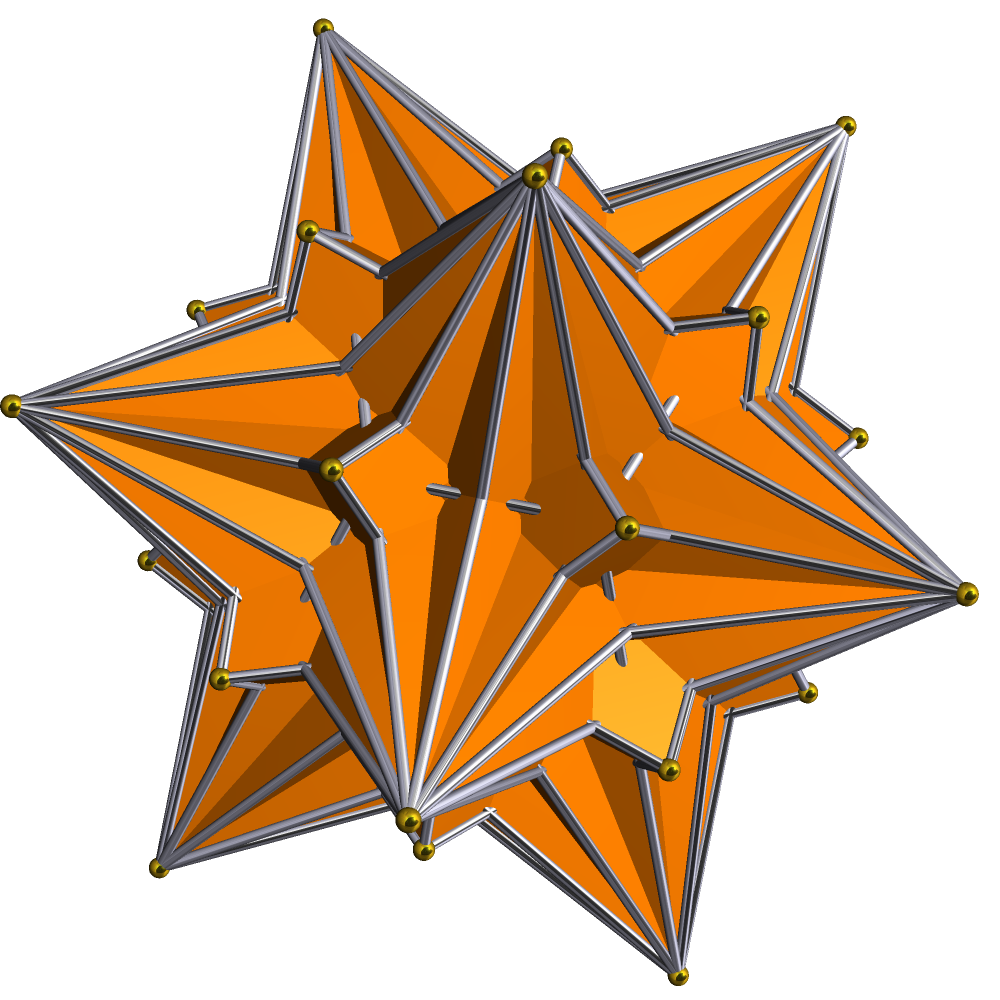
Dual: marele icosaedru triakis

| Marele dodecaedru trunchiat stelat | Micul icosicosidodecaedru | Micul dodecicosidodecaedru ditrigonal | Micul dodecicosaedru |

### Poliedru dual
Dualul său este marele icosaedru triakis.